# Loran de Munck
Loran de Munck (Haarlem, 9 de mayo de 1999) es un deportista neerlandés que compite en gimnasia artística, especialista en la prueba de caballo con arcos. Ganó dos medallas de plata en el Campeonato Europeo de Gimnasia Artística, en los años 2022 y 2024.

## Palmarés internacional
| Campeonato Europeo | Campeonato Europeo | Campeonato Europeo | Campeonato Europeo |
| Año                | Lugar              | Medalla            | Prueba             |
| ------------------ | ------------------ | ------------------ | ------------------ |
| 2022               | Múnich (Alemania)  | Medalla de plata   | Caballo con arcos  |
| 2024               | Rímini (Italia)    | Medalla de plata   | Caballo con arcos  |